# کارلوس ماگالهاس
کارلوس ماگالهاس (انگلیسی: Litos؛ زادهٔ ۲۵ فوریهٔ ۱۹۷۴) بازیکن سابق فوتبال اهل پرتغال است که در پست مدافع میانی بازی‌ می‌کرد.
وی همچنین در تیم‌های ملی فوتبال زیر ۲۱ سال پرتغال و پرتغال بازی کرده‌است.